# Arraya 2
El Arraya 2, conocido también como Arraya Tower, es un rascacielos construido en 2009 en la ciudad de Kuwait, Kuwait. La torre es utilizada como un edificio de oficinas de grado A. Con sesenta plantas y 245 metros de altura (300 metros con la aguja de 55 m), el edificio es la segunda torre más alta en Kuwait. El 19 de enero de 2010, The Council on Tall Buildings and Urban Habitat (CTBUH) anunció que Arraya Tower era el cuarto edificio más alto completado en 2009.
Curtis W. Fentress, FAIA, RIBA, de Fentress Architects, es el arquitecto principal del edificio, y Ahmadiah Construction es el contratista principal. La torre complementa la torre de oficinas de 130 m de altura y la Courtyard del Marriott hotel, así como el Arraya Shopping Mall y la Arraya Ballroom.
La construcción de la torre empezó en febrero de 2005, con la ocupación prevista del edificio para febrero de 2009. El 22 de agosto de 2008, la torre había alcanzado la cima y la superestructura estaba completa. El revestimiento exterior está construido en mármol blanco, cristal verde y barras de acero.